# Bonaparti.lv
Bonaparti.lv is een muziekgroep uit Letland, bestaande uit zes zangers, te weten: Normunds Jakušonoks, Zigfrīds Muktupāvels, Kaspars Tīmanis, Andris Ābelīte, Andris Ērglis en Roberto Meloni.
In 2007 kreeg de groep Europese bekendheid door voor Letland deel te nemen aan het Eurovisiesongfestival 2007. Dit deden ze met het liedje Questa Notte, en eindigden hiermee in de finale op de 16e plaats. Ze kregen 54 punten.
Na het Songfestival zijn de functies van de leden enigszins gewijzigd; Jakušonoks is naast zanger nu ook toetsenist en songwriter, Muktupāvels is naast zanger nu ook violist, songwriter en producent, Tīmanis is naast zanger nu ook trombonist, Ābelīte is naast zanger nu ook trompettist, en Ērglis is naast zanger nu ook drummer. Meloni is de enige die nog steeds alleen zanger is.
2000: Brainstorm · 
2001: Arnis Mednis · 
2002: Marie N · 
2003: F.L.Y. · 
2004: Fomins & Kleins · 
2005: Valters & Kaža · 
2006: Cosmos · 
2007: Bonaparti.lv · 
2008: Pirates of the Sea · 
2009: Intars Busulis · 
2010: Aisha · 
2011: Musiqq · 
2012: Anmary · 
2013: PeR · 
2014: Aarzemnieki · 
2015: Aminata Savadogo · 
2016: Justs · 
2017: Triana Park · 
2018: Laura Rizzotto · 
2019: Carousel · 
2021: Samanta Tīna · 
2022: Citi Zēni · 
2023: Sudden Lights · 
2024: Dons · 
2025: Tautumeitas
- MusicBrainz: b25a5b7a-a2e6-4461-8da8-32795814a2cb
- Virtual International Authority File: 4933154260435224480009